# Montserrat Minobis i Puntonet
Montserrat Minobis i Puntonet (Figueres, 24 d'octubre de 1942 – Barcelona, 11 de maig de 2019) fou una periodista catalana. Compromesa en la lluita antifranquista dels anys 70 i activista en defensa de la cultura catalana. Va militar en diverses formacions polítiques. A la dècada dels noranta va ser presidenta de la Xarxa Europea de Dones Periodistes i de l'Associació de Dones Periodistes de Catalunya. Del 2001 al 2004 va ser Degana del Col·legi de Periodistes de Catalunya.

## Biografia
Llicenciada en Filosofia i Lletres i Ciències de la Informació, el 1961 començà a treballar de locutora, redactora i guionista a Ràdio Popular de Figueres (Cadena COPE) i alhora feia col·laboracions a la premsa local. El 1971 es va traslladar a Barcelona i va entrar a treballar a l'Editorial Nova Terra. De 1974 a 1976 va treballar a Radio España de Barcelona. En aquests anys va presentar un informatiu en català (el primer que es realitzà en una emissora de ràdio) que durà poc temps a causa de les pressions de la mateixa empresa.
El 1976 començà a treballar a Radio Peninsular i seguidament a Ràdio 4, on feia entrevistes a polítics d'actualitat al programa Un altre caire. Entre el 1976 i el 2001 edita, presentà i dirigí programes com ara Viure a Barcelona, Temps Nou, L'ecologia, Els museus de Catalunya, Catalunya pam a pam, Pòdium, Ciència, A les dues a la quatre, Ara per ara, Al pas de la tarda, Entre un tango i un bolero, Retrat d'un artista.
També treballà com a redactora en el programa Miramar de TVE, guionista del Magazine Can 80 dedicat a la gent jove, així com a l'informatiu Bon dia Catalunya i L'informatiu mati. Realitzà el programa Dansa i l'especial Nadal al Palau, Victòria dels Àngels, La joia de cantar.
Col·laborà a les publicacions VP, Canigó, 9 País, Hora Nova, Empordà Federal, l'Hora, El Punt, Capçalera, El Temps, Diari de la Pau, Avui, Hoja del Lunes, Oriflama i Serra d'Or. El 1976 formà part de la comissió organitzadora de les Primeres Jornades Catalanes de la Dona dins del Congrés de Cultura Catalana, coordinant l'àmbit de la ràdio.
Col·laborà en la posada en marxa i realització del primer Congrés de Periodistes Catalans el 1979.
Del 1970 al 1977 milità en Unió Democràtica de Catalunya, partit que deixà després de les eleccions de 1977. Posteriorment, participaria en la fundació de Nacionalistes d'Esquerra i a les eleccions municipals espanyoles de 1995 formà part de la candidatura d'Iniciativa per Catalunya a l'ajuntament de Barcelona.
Des del 1994 al 2002 presidí la Xarxa Europea de Dones Periodistes de l'estat espanyol. Fou membre fundadora de l'Associació de Dones Periodistes de Catalunya l'any 1992, presidint l'entitat durant deu anys. Presidí també la Xarxa Internacional de Dones Periodistes i Comunicadores/Xarxa Internacional de Periodistes amb Visió de Gènere. Coordinà a Catalunya la Xarxa Mediterrània de Dones Periodistes i Comunicadores.
El desembre de 2001 va ser elegida degana del Col·legi de Periodistes de Catalunya (2001-2004) per una gran majoria, en obtenir 1.301 vots, el 75,02% davant dels 389 vots que va aconseguir el seu oponent Martí Anglada (Girona, 1949). La participació dels col·legiats va ser del 27,05%. La seva candidatura va ser de caràcter progressista amb el lema "Units/unides per una professió forta i amb llibertat". Minobis va substituir Salvador Alsius, que ocupava el càrrec de degà dels periodistes catalans des del 1997.
Fou directora de Catalunya Ràdio (2004-2005). També va exercir de professora a la Universitat Pompeu Fabra.
El setembre de 2010 presidí La Independent, Agència de Notícies amb Visió de Gènere, centrada en notícies relacionades amb la igualtat de gènere.
El 2021 la ciutat de Figueres dedica un espai públic a la memòria de Montserrat Minobis.
Morí l'11 de maig 2019, a 76 anys, d'una complicació mentre se li feia una cirurgia de cor.
El seu fons personal es troba dipositat a la Biblioteca del Pavelló de la República. Consta de documents sobretot relacionats amb la seva etapa a Unió Democràtica de Catalunya.

## Guardons i reconeixements
- El 1987 rebé el Premi Ciutat de Barcelona, pel programa Barcelona Oberta de Radio 4.
- El 1990 el Premi Espais del Centre d'Arts Contemporanis de Girona.
- El 1991 el Premi Atlàntida del Gremi d'Editors de Catalunya.
- El 1992 el Premi Omnium de Ràdio.
- El 1993 rebé el Premi del CIEMEN.
- El 1996 rebé la Creu de Sant Jordi.
- El 2003 va rebre el premi especial "microfono" de l'Asociacion de informadores de Prensa,Radio y Television.
- El 2012 va obtenir el Premi a la Trajectòria Periodística de l'Associació de Dones Periodistes de Catalunya.[7]
- El 2017 va rebre l'homenatge a les expresidentes, per part de la ADPC.
- El 2017 va rebre el "Premi de comunicació no sexista" de l'ADPC.
- El 2019 va rebre el premi de la Red Internacional de Periodistas con Vision de Genero, per la trajectòria periodística. El 2019 va rebre la Mosca de Girona, a títol pòstum, atorgada pel Col·legi de Periodistes de Girona.

## Obres destacades
- Aureli M. Escarré: abat de Montserrat, 1946-1968. (1978)
- En L'Atles de la Diversitat redacta el capítol III  Les formes culturals, l'apartat La Ràdio, Enciclopèdia Catalana, BCN 2004
- Rigoberta Menchú. La veu dels indígenes. Biografia. Pòrtic. BCN. Col·lecció dones del XX, 2003
- Aquí Ràdio… Crònica de les Ones a les comarques de Girona (1933-1982). Coautora amb Rosa Gil, 2004